# Slotsholmen

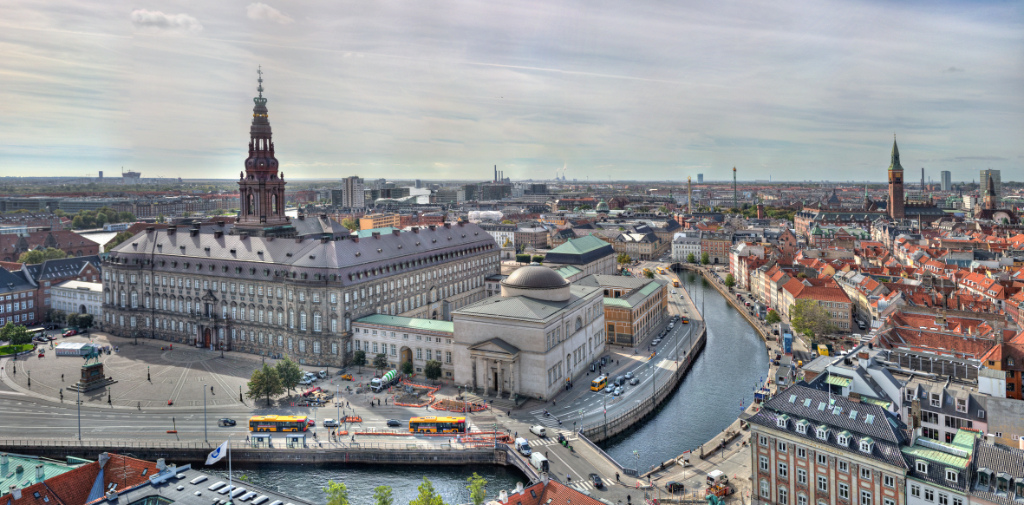
Slotsholmen

Slotsholmen (significando em dinamarquês, "o ilhote do castelo") é uma pequena ilha no porto de Copenhague, Dinamarca. Foi o local da construção do primeiro castelo de Copenhague, o Castelo de Absalão. Subsequentemente, o Castelo de Copenhague foi construído no mesmo local.
Hoje, o Castelo de Christiansborg, sede do Parlamento (Folketing), a Biblioteca Real Dinamarquesa, o prédio histórico de Børsen, museus, uma igreja, e outras instituições oficiais se localizam na ilha.
Os turistas que visitam o castelo de Christiansborg podem também contemplar as ruínas dos outros dois antigos castelos.